# Seznam zápasů islandské fotbalové reprezentace na Mistrovství Evropy
Islandská fotbalová reprezentace byla celkem 1x na mistrovstvích Evropy ve fotbale a to v letech 2016.
- Aktualizace po ME 2016 – Počet utkání – 4 – Vítězství – 2x – Remízy – 2x – Prohry – 1x

| Číslo | Soupeř      | Výsledek | ME      | Fáze turnaje       | Góly Islandu                                |
| ----- | ----------- | -------- | ------- | ------------------ | ------------------------------------------- |
| 1.    | Portugalsko | 1 – 1    | ME 2016 | základní skupina F | Birkir Bjarnason                            |
| 2.    | Maďarsko    | 1 – 1    | ME 2016 | základní skupina F | Gylfi Sigurðsson (penalta)                  |
| 3.    | Rakousko    | 2 – 1    | ME 2016 | základní skupina F | Jón Daði Böðvarsson, Arnór Ingvi Traustason |
| 4.    | Anglie      | 2 – 1    | ME 2016 | osmifinále         | Ragnar Sigurðsson, Kolbeinn Sigþórsson      |
| 4.    | Francie     | 2 – 5    | ME 2016 | čtvrtfinále        | Kolbeinn Sigþórsson, Birkir Bjarnason       |